# 伊塔烏巴爾
0°35′45″N 50°40′15″W / 0.59583°N 50.67083°W

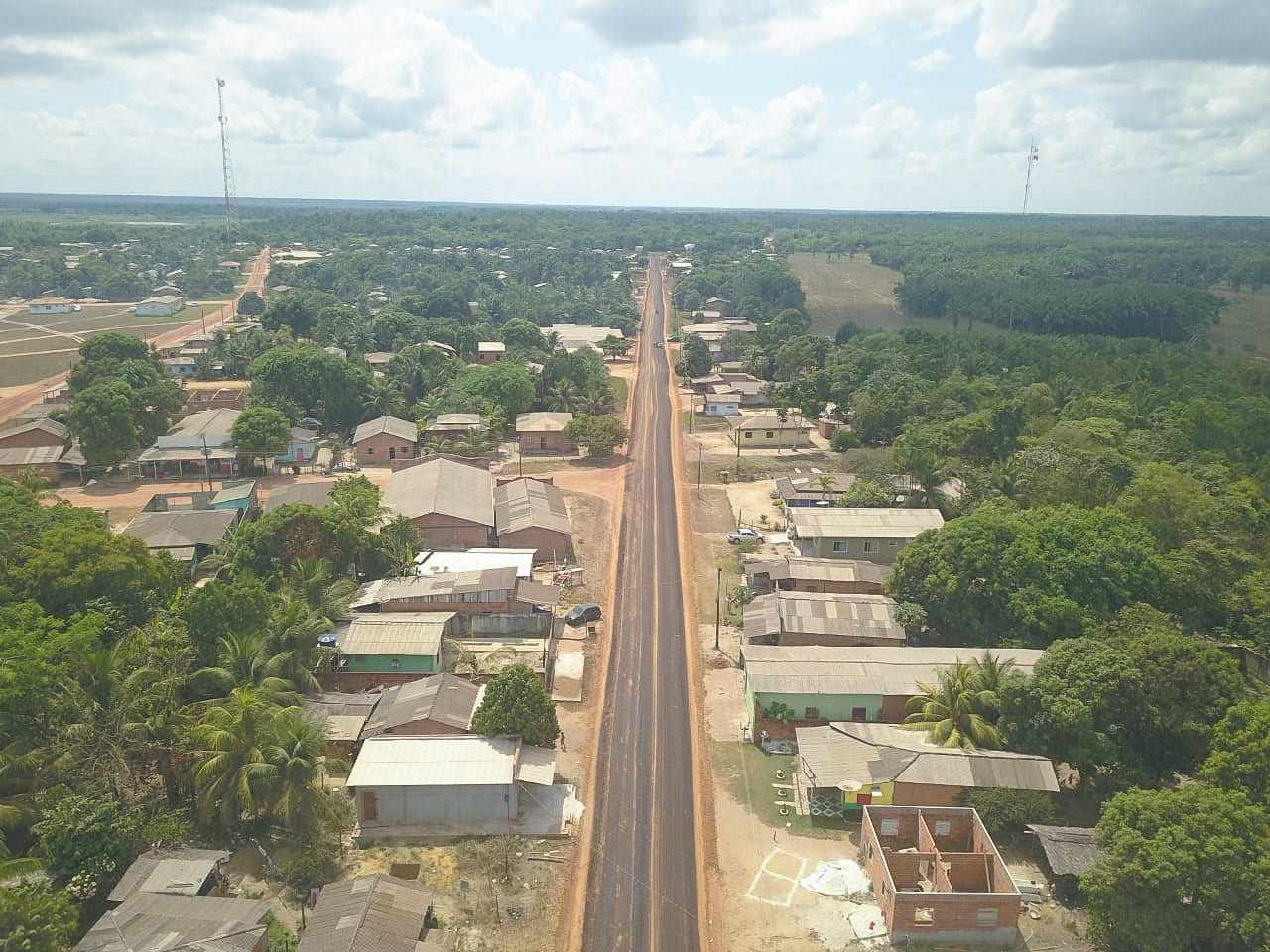
伊塔烏巴爾

伊塔烏巴爾（葡萄牙語：Itaubal），是巴西的城鎮，位於該國北部，由阿馬帕州負責管轄，面積1,704平方公里，海拔高度8米，2010年人口4,265，人口密度每平方公里2.5人。